# Moreno Twins

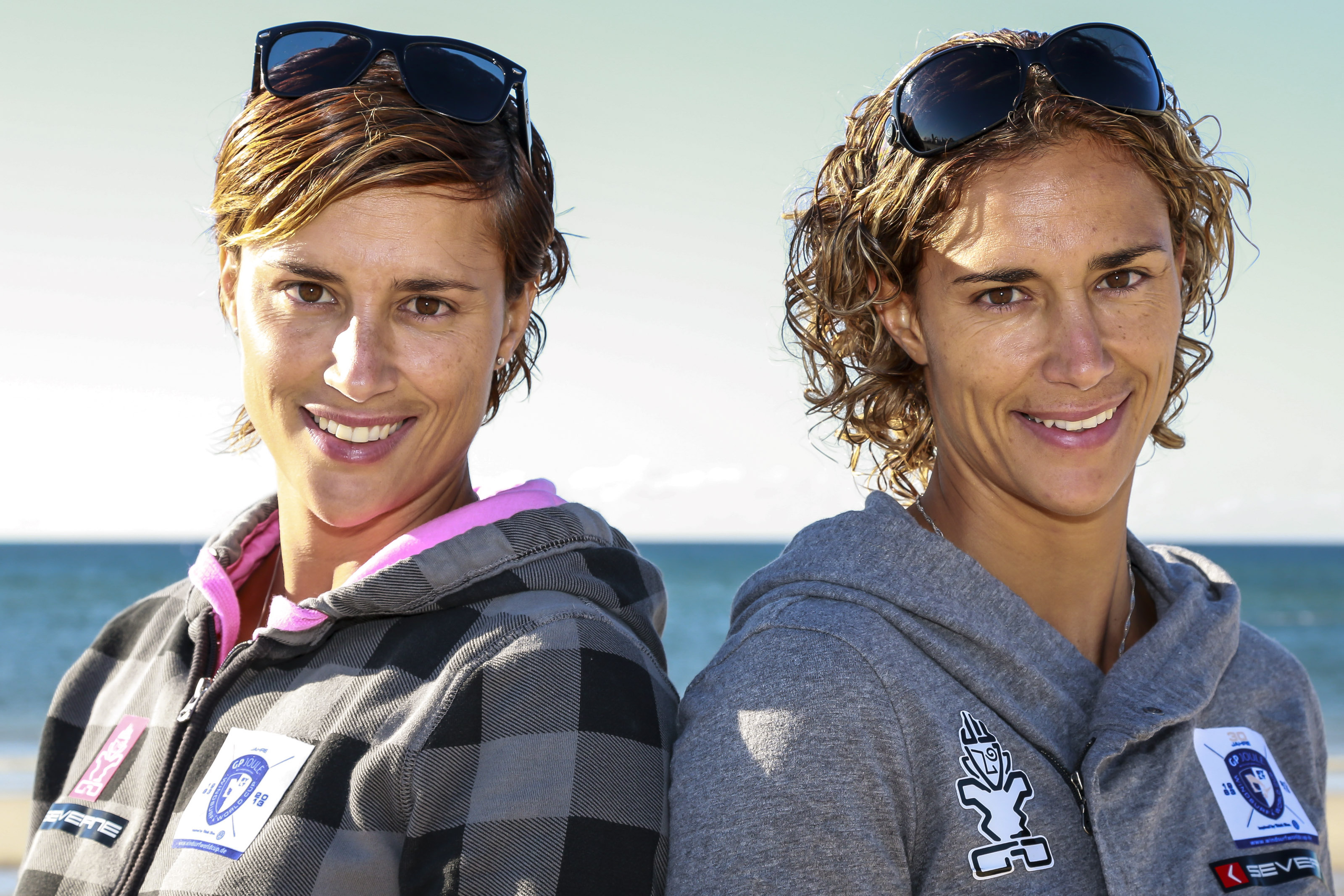
Daida (links) und Iballa Ruano Moreno beim Windsurf World Cup Sylt, 2013

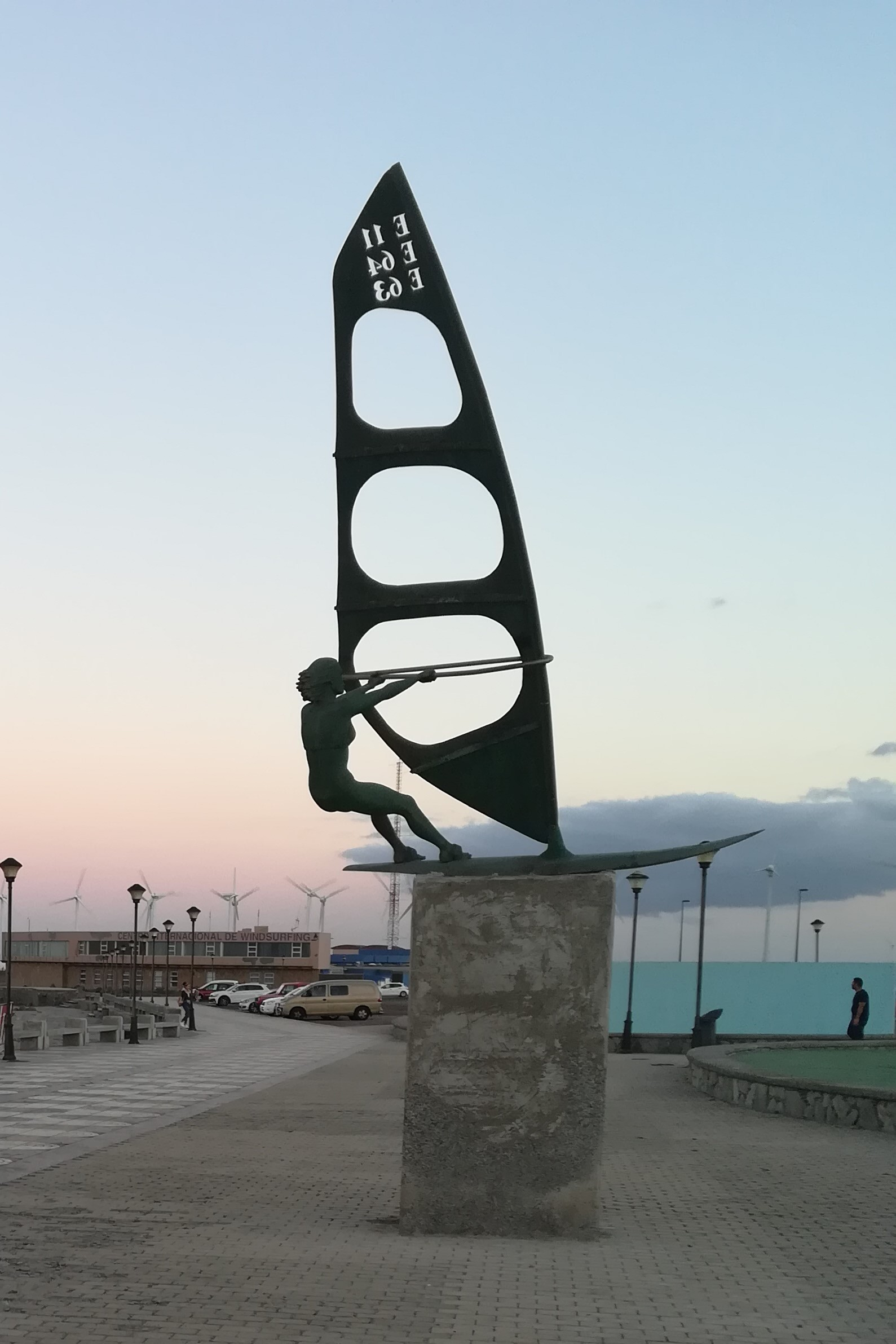
Windsurfing-Skulptur in Pozo Izquierdo mit den Segelnummern von Iballa, Daida und Bjørn Dunkerbeck

Die als Moreno Twins bekannten Zwillingsschwestern Daida und Iballa Ruano Moreno (* 1977 in Las Palmas de Gran Canaria) sind Windsurferinnen und jeweils mehrfache Weltmeisterinnen.
Von 2012 bis 2021 organisierten sie gemeinsam das „Gran Canaria Wind & Waves Festival“ der Professional Windsurfers Association (PWA) in Pozo Izquierdo auf Gran Canaria.
2018 beim 30. Jubiläum des World Cups auf Gran Canaria, haben sie zum ersten Mal gleiches Preisgeld für Herren und Damen ausgezahlt. Bis dahin haben die Damen, die den Sport mit erheblich weniger Unterstützung durch Sponsoren betreiben müssen, bei den PWA-Wettbewerben deutlich weniger Preisgeld als die Herrn erhalten. Die Morenos haben gehofft, damit ein Zeichen zu setzen und das sich weitere Veranstalter der PWA-Wettbewerbe dieser Idee anschließen. Drei Jahre später hat die PWA gleiches Preisgeld für Damen und Herren für alle Wettbewerbe der Tour verbindlich eingeführt.
Am 9. März 2021 fand die Vorpremiere von „Iballa - Corazon de Escamas“, einer Dokumentation über Iballa Ruano Moreno auf Gran Canaria statt.
Daida, die 2011 eine Krebserkrankung überstanden hat, wurde 2020 Mutter eines Sohnes.

## Erfolge
Iballa Ruano Moreno (Segelnummer E-63):
- Windsurf World Champion PWA Wave: 1999, 2006, 2007, 2012, 2014, 2015, 2016, 2017, 2018
- APP SUP Weltmeisterin in der Welle 2018[9] und 2023[10]

Daida Ruano Moreno (Segelnummer E-64):
- World Champion PWA Wave: 2000, 2001, 2002, 2003, 2004, 2005, 2008, 2009, 2010, 2011, 2013
- World Champion PWA Overall: 2000
- World Champion PWA Freestyle: 2003, 2004, 2005, 2006, 2007
- World Champion PWA SuperX: 2007